# Paroș
Paroș – wieś w Rumunii, w okręgu Hunedoara, w gminie Sălașu de Sus. W 2011 roku liczyła 297 mieszkańców.